# أرغويلو
أرغويلو هي بلدية في مقاطعة كونيو في منطقة بيدمونت الإيطالية، وتقع على بعد حوالي 60 كيلومتر (37 ميل) جنوب شرق تورينو وحوالي 50 كيلومتر (31 ميل) شمال شرق كونيو. في 31 ديسمبر 2004، كان عدد سكانها 184 نسمة وتبلغ مساحتها 5.0 كيلومتر مربع (1.9 ميل2).
تقع أرغويلو على حدود البلديات التالية: ألباريتو ديلا توري وتشيروتو لانغي وكرافانتسانا وليكيو بيريا.